# Stadio Carillo Pesenti Pigna
Lo stadio Carillo Pesenti Pigna è un impianto sportivo di Alzano Lombardo. È stato costruito nel 1986 per volontà dell'amministrazione comunale, vista la crescente importanza dell'allora FC Alzano.

## Storia
L'impianto è stato intitolato a uno dei primi presidenti della società bianconera, che dopo la seconda guerra mondiale aveva promosso e finanziato l'attività calcistica nella cittadina seriana.

Il presidente Carillo Pesenti Pigna

Dal 1909 al 1986 la società ha utilizzato i campi sportivi presenti nell'area della Cartiera Pigna, divenuti ormai inagibili a causa della scalata alle categorie superiori.
Dopo l'Atleti Azzurri d'Italia di Bergamo, lo stadio di Alzano Lombardo è il più attrezzato e importante della provincia.
Durante gli anni della militanza in C1, il Carillo ha visto sui suoi spalti la presenza di alcune delle tifoserie più calde d'Italia, ad esempio pisani e livornesi.
Nel 2017 è stato ristrutturato l'impianto indoor di Atletica Leggera, sottostante la tribuna. L'impianto è dotato di 3 corsie di 60 metri con una pedana per il Salto in lungo.

## Struttura
L'impianto è composto dal campo da calcio in erba naturale e la circostante pista di Atletica Leggera. 
La pista d'atletica outdoor è munita di pedane per i concorsi (lanci e salti), ed è presente anche un recente impianto indoor di 80 metri a 3 corsie con pedana di salto in lungo. 
L'impianto è munito di una tribuna coperta che negli anni è stata ampliata fino a contenere 1900 posti a sedere in totale, compreso il settore ospiti di 500 posti.
Possiede 2 spogliatoi doppi con annessi servizi igienici e docce, 2 spogliatoi per i direttori di gara e 2 segreterie: la sede della squadra di Atletica Leggera della struttura e una segreteria/sala riunioni generale per l'impianto.

## Utilizzo
Lo stadio viene utilizzato e gestito dalla squadra di Atletica Leggera Sporting Club Alzano e dalla squadra locale di calcio "Oratorio Immacolata Alzano" ed è anche il campo di gioco della squadra Primavera Atalanta BC.